# Вайлдвуд (Міссурі)
Вайлдвуд (англ. Wildwood) — місто (англ. city) в США, в окрузі Сент-Луїс штату Міссурі. Населення — 35 417 осіб (2020).

## Географія
Вайлдвуд розташований за координатами 38°34′37″ пн. ш. 90°40′4″ зх. д. / 38.57694° пн. ш. 90.66778° зх. д. (38.577047, -90.667758).  За даними Бюро перепису населення США в 2010 році місто мало площу 173,74 км², з яких 172,03 км² — суходіл та 1,71 км² — водойми.

## Демографія
Згідно з переписом 2010 року, у місті мешкало 35 517 осіб у 12 112 домогосподарствах у складі 10 153 родин. Густота населення становила 204 особи/км².  Було 12604 помешкання (73/км²).
Расовий склад населення:
| - 92,2 % — білих - 4,0 % — азіатів - 1,7 % — чорних або афроамериканців - 0,2 % — корінних американців |

До двох чи більше рас належало 1,5 %. Частка іспаномовних становила 2,3 % від усіх жителів.
За віковим діапазоном населення розподілялося таким чином: 30,3 % — особи молодші 18 років, 60,8 % — особи у віці 18—64 років, 8,9 % — особи у віці 65 років та старші. Медіана віку мешканця становила 41,5 року. На 100 осіб жіночої статі у місті припадало 98,1 чоловіків;  на 100 жінок у віці від 18 років та старших — 95,6 чоловіків також старших 18 років.
Середній дохід на одне домашнє господарство  становив 149 997 доларів США (медіана — 121 026), а середній дохід на одну сім'ю — 163 732 долари (медіана — 133 627). Медіана доходів становила 101 314 долари для чоловіків та 61 615 доларів для жінок. За межею бідності перебувало 4,6 % осіб, у тому числі 6,0 % дітей у віці до 18 років та 3,2 % осіб у віці 65 років та старших.
Цивільне працевлаштоване населення становило 18 340 осіб. Основні галузі зайнятості: освіта, охорона здоров'я та соціальна допомога — 20,9 %, фінанси, страхування та нерухомість — 13,0 %, роздрібна торгівля — 12,8 %, науковці, спеціалісти, менеджери — 12,8 %.